# Giovanni delle Bande Nere (1928)
Giovanni delle Bande Nere byl italský lehký křižník třídy Di Giussano, tedy první skupiny třídy Condottieri, který sloužil v italské Regia Marina během druhé světové války a byl v ní potopen. Pojmenován byl po Giovannim dalle Bande Nere.

## Stavba

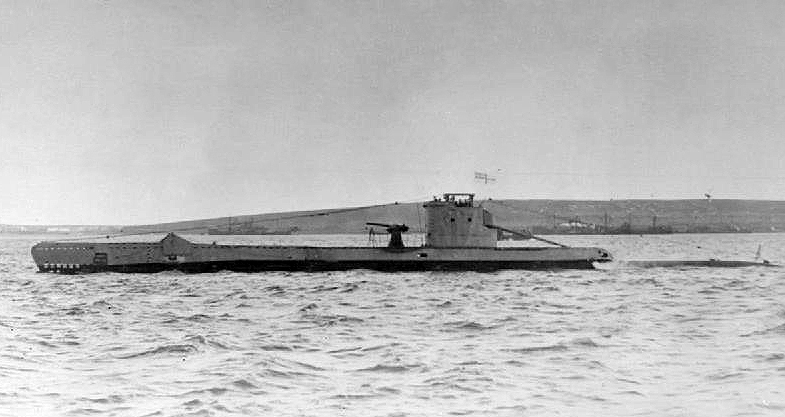
Přemožitelem křižníku se stala britská ponorka HMS Urge. Přežila ho o 28 dní.

Trup křižníku byl spuštěn na vodu 27. dubna 1930 a v dubnu 1931 byla loď zavedena do služby.

## Operační služba
V červenci 1940 křižník bojoval v bitvě u mysu Spatha. Nasazen byl také v březnu 1942 v druhé bitvě u Syrty. Dne 1. dubna 1942 křižník potopila britská ponorka HMS Urge.